# Rio Mavuba
Rio Antonio Zoba Mavuba (født 8. marts 1984) er en fransk fodboldspiller, der spiller som midtbanespiller i den tjekkiske klub Sparta Prag. Han har tidligere spillet for Bordeaux og Lille i sit hjemland, samt for spanske Villarreal.
I 2007 vandt han med Girondins Bordeaux den lille franske pokalturnering, Coupe de la Ligue.

## Landshold
Mavuba står (pr. marts 2018) noteret for 13 kampe for det franske landshold, som han debuterede for den 18. august 2004 i en kamp mod Bosnien-Hercegovina.

## Titler
Coupe de la Ligue
- 2007 med Girondins Bordeaux